# 835
Раннє Середньовіччя •  Епоха вікінгів •  Золота доба ісламу •  Реконкіста

## Геополітична ситуація
У Східній Римській імперії продовжується правління Феофіла. У Франкському королівстві править імператор Людовик Благочестивий. Північ Італії належить Каролінзькій імперії, Рим і Равенна під управлінням Папи Римського, герцогства на південь від Римської області незалежні, деякі області на півночі та на півдні належать Візантії. Піренейський півострів, окрім Королівства Астурія, займає Кордовський емірат. Вессекс підпорядкував собі більшу частину Англії. Існують слов'янські держави: Перше Болгарське царство, Велика Моравія.
Аббасидський халіфат очолив аль-Мутасім. У Китаї править династія Тан. Велика частина Індії під контролем імперії Пала. В Японії триває період Хей'ан. Хозарський каганат підпорядкував собі кочові народи на великій степовій території між Азовським морем та Аралом. Територію на північ від Китаю займає Уйгурський каганат.
На території лісостепової України в IX столітті літописці згадують слов'янські племена білих хорватів, бужан, волинян, деревлян, дулібів, полян, сіверян, тиверців, уличів. У Північному Причорномор'ї співіснують різні кочові племена, зокрема булгари, хозари, алани, тюрки, угри, кримські готи. Херсонес Таврійський належить Візантії.

## Події
- Завершилася смута в Каролінзькій імперії. 28 лютого імператор Людовик Благочестивий урочисто повернувся на трон.
- Вікінги напали на острів Нуармутьє і розграбували місцевий монастир. Вони також захопили острів Шеппі в гирлі Темзи. Приблизно на цей час припадає початок діяльності легендарного Рагнара Лодброка.
- 1 листопада у Франкському королівстві вперше відсвятковано День усіх святих.
- Збудовано хозарську фортецю Саркел на Дону.

## Померли
22 квітня — Кукай, визначний японський монах, засновник буддистської школи Сінґон-сю в Японії.